# Tanjung Binjai
Tanjung Binjai is een bestuurslaag in het regentschap Aceh Tamiang van de provincie Atjeh, Indonesië. Tanjung Binjai telt 366 inwoners (volkstelling 2010).